# Йонатан Фішер
Йонатан Фрост Фішер (дан. Jonathan Frost Fischer, нар. 9 листопада 2001, Копенгаген, Данія) — данський футболіст, воротар французького клубу «Мец».

## Ігрова кар'єра

### Клубна
Йонатан Фішер є вихованцем столичного клубу «Академіск БК». В основному складі воротар дебютував у 2019 році в другому дивізіоні чемпіонату країни. Влітку 2022 року Фішер перейшов до клубу першого дивізіону «Хобро», з яким підписав контракт до літа 2025 року.
В січні 2024 року Фішер приєднався до норвезького «Фредрікстада». В грудні 2024 року Фішер вийшов у стартовому складі своєї команди на фінал національного Кубку, який «Фредрікстад» виграв в серії пенальті.
29 липня 2025 року Фішер став гравцем французького «Меца». Контракт з клубом підписаний до 2029 року.

### Збірна
У 2019 році Йонатан Фішер провів два матчі в складі юнацької збірної Данії (U-19).

## Титули
Фредрікстад
 Переможець Кубка Норвегії: 2024